# Loi turque sur les noms de famille
La loi turque sur les noms de famille (en turc Soyadı Kanunu, « loi sur les noms de famille ») est l'une des grandes réformes kémalistes qui ont façonné la Turquie moderne. Cette loi, adoptée le 21 juin 1934, exigeait de toutes les personnes résidant dans le territoire national qu'elles adoptent un nom de famille, ce qui n'était jusqu'alors pas le cas pour la majorité turque musulmane.  Les membres des minorités non-turques (Assyriens, Grecs, Arméniens, Kurdes, Arabes, Circassiens, etc.) sont obligées d'adopter un nom de famille turc (cf. Turquisation).

## Noms de famille turcs les plus courants
| Rang | Nom      | Signification              |
| ---- | -------- | -------------------------- |
| 1    | Yılmaz   | intrépide                  |
| 2    | Kaya     | roche(r)                   |
| 3    | Demir    | fer                        |
| 4    | Şahin    | faucon, aigle              |
| 5    | Çelik    | acier                      |
| 6    | Yıldız   | étoile                     |
| 7    | Yıldırım | coup de tonnerre           |
| 8    | Öztürk   | pur Turc                   |
| 9    | Aydın    | lumineux, éclairé, cultivé |
| 10   | Özdemir  | pur fer                    |
| 11   | Arslan   | lion                       |
| 12   | Doğan    | faucon                     |
| 13   | Kılıç    | épée, sabre                |
| 14   | Aslan    | lion                       |
| 15   | Çetin    | rigide, dur, fort          |
| 16   | Kara     | noir                       |
| 17   | Koç      | bélier                     |
| 18   | Kurt     | loup                       |
| 19   | Özkan    | pur sang, sang noble       |
| 20   | Şimşek   | éclair, foudre             |